# Jamaica ved sommer-OL 2024
Jamaica deltog i sommer-OL 2024 i Paris, Frankrig i perioden 26. juli til 11. august 2024.
Atleter for Jamaica vandt i alt seks medaljer.

## Medaljer
| 2024 Paris | Guld | Sølv | Bronze | Total |
| Jamaica    | 1    | 3    | 2      | 6     |

### Medaljevinderne
| Jamaica sommer-OL 2024 i Paris | Jamaica sommer-OL 2024 i Paris | Jamaica sommer-OL 2024 i Paris | Jamaica sommer-OL 2024 i Paris | Jamaica sommer-OL 2024 i Paris |
| Medalje                        | Navn                           | Sport                          | Event                          | Dato                           |
| ------------------------------ | ------------------------------ | ------------------------------ | ------------------------------ | ------------------------------ |
| Guld                           | Rojé Stona                     | Atletik                        | Mændenes diskoskast            | 7. august                      |
| Sølv                           | Shanieka Ricketts              | Atletik                        | Damernes trespring             | 3. august                      |
| Sølv                           | Kishane Thompson               | Atletik                        | Mændenes 100 m                 | 4. august                      |
| Sølv                           | Wayne Pinnock                  | Atletik                        | Mændenes længespring           | 6. august                      |
| Bronze                         | Rajindra Campbell              | Atletik                        | Mændenes kuglestød             | 3. august                      |
| Bronze                         | Rasheed Broadbell              | Atletik                        | Mændenes 110 m hæk             | 8. august                      |